# Jules Van Keirsbilck

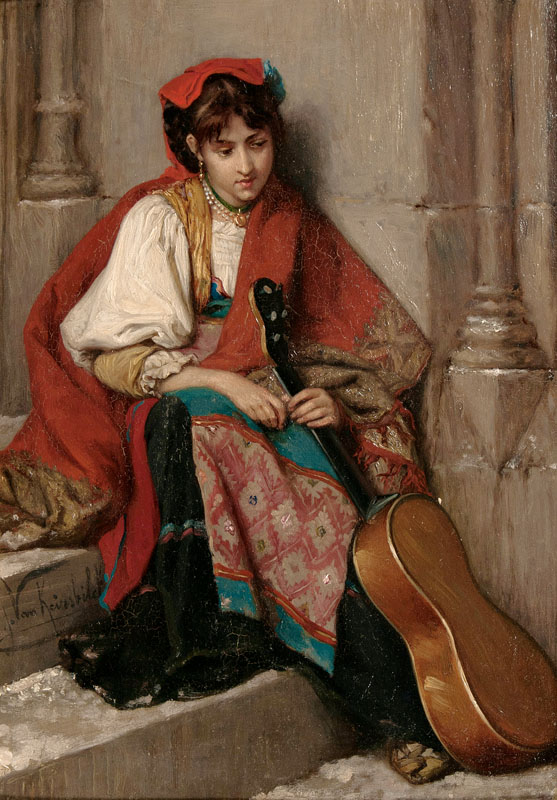
Fille à la guitare.

Jules Van Keirsbilck, né le 12 décembre 1833 à Gand et mort le 10 novembre 1896 à Schaerbeek, est un peintre belge de portrait, de genre et d'histoire, ainsi qu'un graveur et un professeur d'art.

## Biographie
Jules Van Keirsbilck étudie à l'Académie royale des beaux-arts de Bruxelles sous la direction de François-Joseph Navez et d'Albert Roberti (1811-1864). Il devient ensuite l'élève de Louis Gallait (1810-1887). Il travaille avec lui et lui fait des gravures de reproduction à partir de 1851. En 1866, il est nommé professeur à l'Académie de Bruxelles.